# Carex vratislaviensis
Carex vratislaviensis är en halvgräsart som beskrevs av Ernst Figert. Carex vratislaviensis ingår i släktet starrar, och familjen halvgräs. Inga underarter finns listade i Catalogue of Life.